# Hesydrus chanchamayo
Espèce
Hesydrus chanchamayo est une espèce d'araignées aranéomorphes de la famille des Trechaleidae.

## Distribution
Cette espèce est endémique de la région d'Ica au Pérou,.

## Description
La carapace de la femelle holotype mesure 6,5 mm de long sur 6,7 mm de large.

## Étymologie
Son nom d'espèce lui a été donné en référence au lieu de sa découverte, Chanchamayo.

## Publication originale
- Carico, 2005 : Revision of the spider genus Hesydrus (Araneae, Lycosoidea, Trechaleidae). Journal of Arachnology, vol. 33, p. 785-796 (texte intégral).